# Witgevlekte tubebij
De witgevlekte tubebij (Stelis ornatula) is een vliesvleugelig insect uit de familie Megachilidae. De wetenschappelijke naam van de soort is voor het eerst geldig gepubliceerd in 1807 door Klug.